# Metafizică

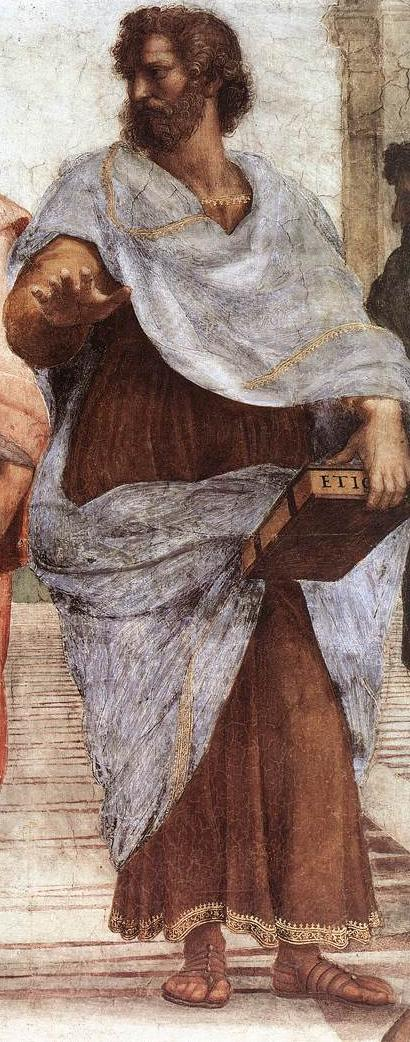
Aristotel așa cum a fost imaginat de Rafael Sanzio mult mai târziu

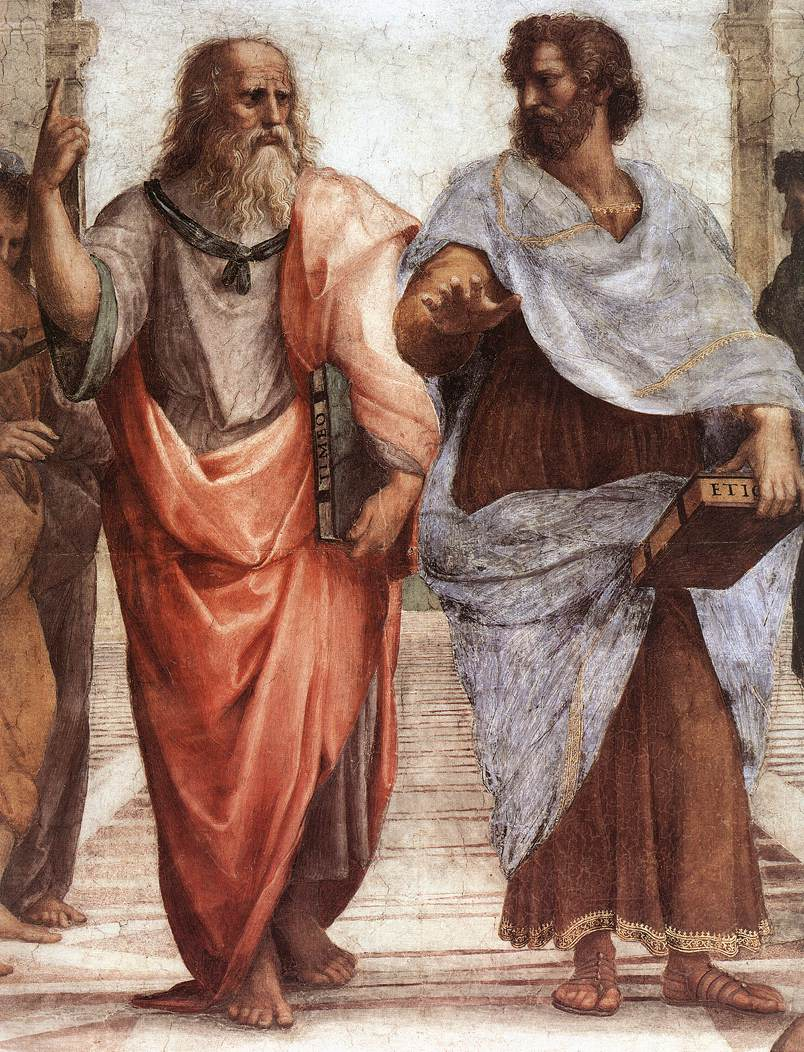
Platon și Aristotel, de Rafael (Stanza della Segnatura, Roma). Aristotel este privit ca "părintele" metafizicii.

Metafizica (greacă μετά (meta) = „după”, φυσικά (phisiká) = „cele despre natură”) este un domeniu al filozofiei al cărui obiect de studiu îl constituie explicarea naturii lumii.  Este studiul ființei și ființării, deci al realității. 
Ca principale subiecte în discuțiile metafizice se pot enumera: Dumnezeu, Nemurirea, Libertatea, Sufletul, Firea/Existența, Spiritul, Natura. 
Metafizica adresează gândirii întrebări de tipul, „Care este natura realității?”, „Există Dumnezeu?” sau „Care este locul omului în Univers?”.
O ramură esențială a metafizicii este ontologia, investigarea categoriilor de lucruri care există în lume și a relațiilor dintre acestea. Metafizicianul încearcă să clarifice noțiunile prin care oamenii înțeleg lumea, incluzând existența, noțiunea de obiect, proprietatea, spațiul, timpul, cauzalitatea, interconexiunile și posibilitatea.
Mult mai recent, termenul metafizică a fost asociat pentru a caracteriza subiecte care sunt „deasupra” sau „în afara” acestei lumi fizice, neavând o conotație ontologică academică. Termenul „metafizică” folosit într-un sens peiorativ, având denominarea de senzațional, supranatural, asociat cu alte activități pseudoștiințifice cum ar fi spiritismul, „citirea” în cristale, rune sau tarot, prezicerea viitorului, ocultismul, etc. nu este recunoscut de filozofia academică.

## Istoricul noțiunii
Noțiune complexă și destul de disputată în însăși esența sa, cuvântul Metafizică, folosit ca titlu, a fost probabil prima dată menționat explicit de către editorul postum al operelor lui Aristotel, Andronicus din Rhodos.
Cuvântul „metafizică” însuși este compus. Meta (după) + physika (cele fizice) (Meta ta physika) însemnând în accepțiunea lui Andronicus din Rhodos, după operele antume (originale sau inițiale) ale marelui gânditor grec, Aristotel.
În accepțiunea sa mult mai aproape de noi în timp (să zicem Fred Sommers și Bertrand Russell), metafizica este un domeniu al filozofiei ce conține atât ontologia cât și cosmologia. Ba mai mult, conform lui C. I. Lewis metafizica ar cuprinde ontologia și epistemologia, „ca discipline filozofice... preocupate de natura realului doar atât cât această problemă este specifică metodei reflexive.”
În sensul său ontologic (în secolul XX), conceptul de metafizică semnifică ceea ce este dincolo de fizică, de fizicalitatea lumii înconjurătoare și, deci, dincolo de real sau de experimental.